# Merkurij Vagin

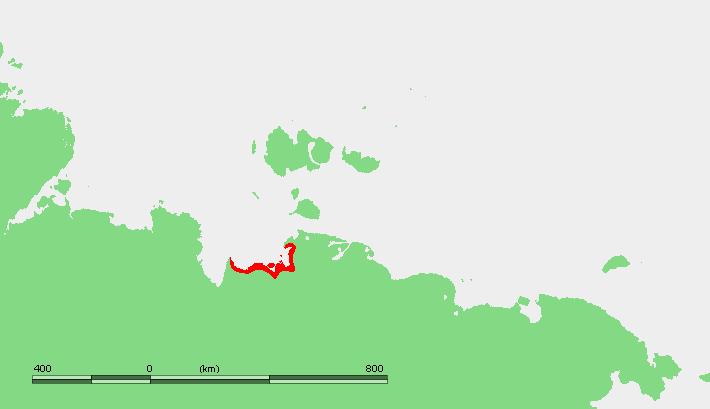

Merkurij Vagin, in russo Меркурий Вагин? (... – Golfo della Jana, 1712), è stato un esploratore russo dell'Artide.

## Biografia
All'inizio del XVIII secolo, l'amministratore del governatorato siberiano, il kniaz Matvej P. Gagarin, aveva ordinato al voivoda Traurnicht di inviare una spedizione ricognitiva nell'oceano Artico per esaminare nuove isole, che , a suo parere, potevano essere ricche di pellicce. Come capo della spedizione Traurnicht aveva scelto il cosacco Merkurij Vagin.
Nell'autunno del 1711, assieme a Jakov Permjakov e a capo di un gruppo di cosacchi, egli aveva lasciato Jakutsk e raggiunto il villaggio di Ust'-Jansk, punto di partenza della spedizione. La spedizione aveva poi attraversato il golfo della Jana sul ghiaccio, con i cani da slitta, partendo dalla foce del fiume Jana.
La gente del posto, i ciukci, affermava che a nord di capo Svjatoj Nos c'erano diverse isole. Avevano quindi raggiunto ed esplorato Bol'šoj Ljachovskij la più meridionale delle isole della Nuova Siberia, un'isola fino ad allora sconosciuta, che era stata avvistata da Permjakov due anni prima, e avevano solo avvistato in lontananza Malyj Ljachovskij. Vagin, suo figlio, e Permjakov erano stati poi uccisi sulla via del ritorno dai membri della spedizione che si erano ammutinati.

## Luoghi dedicati
Al nome di Vagin sono state dedicate alcune caratteristiche geografiche minori nella Jakuzia settentrionale. 
- Penisola Merkušina Strelka (полуостров Меркушина Стрелка)[2][3] che racchiude a nord la baia Omuljachskaja.
- I laghi Bol'šoe Merkušinskoe e Maloe Merkušinskoe (Большое Меркушинское и Малое Меркушинское)[1], sulla riva settentrionale della baia Omuljachskaja.
- Capo Vagin (Мыс Вагинa), su Bol'šoj Ljachovskij, all'estremità nord-occidentale della penisola Kigiljach[4].
- Monte Merkurij (Гора Меркурия) vicino alla costa sud-orientale di Bol'šoj Ljachovskij 73°12′25″N 143°18′38″E[5].